# TCEA3
TCEA3 (англ. Transcription elongation factor A3) – білок, який кодується однойменним геном, розташованим у людей на 1-й хромосомі. Довжина поліпептидного ланцюга білка становить 348 амінокислот, а молекулярна маса — 38 972.
| 10         |  | 20         |  | 30         |  | 40         |  | 50         |
| ---------- |  | ---------- |  | ---------- |  | ---------- |  | ---------- |
| MGQEEELLRI |  | AKKLEKMVAR |  | KNTEGALDLL |  | KKLHSCQMSI |  | QLLQTTRIGV |
| AVNGVRKHCS |  | DKEVVSLAKV |  | LIKNWKRLLD |  | SPGPPKGEKG |  | EEREKAKKKE |
| KGLECSDWKP |  | EAGLSPPRKK |  | REDPKTRRDS |  | VDSKSSASSS |  | PKRPSVERSN |
| SSKSKAESPK |  | TPSSPLTPTF |  | ASSMCLLAPC |  | YLTGDSVRDK |  | CVEMLSAALK |
| ADDDYKDYGV |  | NCDKMASEIE |  | DHIYQELKST |  | DMKYRNRVRS |  | RISNLKDPRN |
| PGLRRNVLSG |  | AISAGLIAKM |  | TAEEMASDEL |  | RELRNAMTQE |  | AIREHQMAKT |
| GGTTTDLFQC |  | SKCKKKNCTY |  | NQVQTRSADE |  | PMTTFVLCNE |  | CGNRWKFC   |

A: Аланін

C: Цистеїн

D: Аспарагінова кислота

E: Глутамінова кислота

F: Фенілаланін

G: Гліцин

H: Гістидин

I: Ізолейцин

K: Лізин

L: Лейцин

M: Метіонін

N: Аспарагін

P: Пролін

Q: Глутамін

R: Аргінін

S: Серин

T: Треонін

V: Валін

W: Триптофан

Кодований геном білок за функцією належить до фосфопротеїнів. 
Задіяний у таких біологічних процесах, як транскрипція, регуляція транскрипції, альтернативний сплайсинг. 
Білок має сайт для зв'язування з іонами металів, іоном цинку, ДНК. 
Локалізований у ядрі.